# Sertularia malayensis
Sertularia malayensis är en nässeldjursart som beskrevs av Chantal Billard 1925. Sertularia malayensis ingår i släktet Sertularia och familjen Sertulariidae. Inga underarter finns listade i Catalogue of Life.